# Barry Ryan
Barry Sapherson (Leeds, Yorkshire, 24 de octubre de 1948 - 28 de septiembre de 2021), conocido artísticamente como Barry Ryan, fue un cantante de pop británico. En 1968, con el tema Eloise, llegó al segundo lugar de las listas de popularidad británicas.

## Biografía
Nació en Leeds en 1948, hijo de la cantante pop Marion Ryan y de Lloyd Sapherson. Entrados los años 60, se lanzó como cantante y compartió en un inicio el escenario con su hermano gemelo Paul, un talentoso compositor.
El dúo Ryan logró un modesto éxito en su inicio con temas como Don't Bring Me Your Heartaches, pero pronto comenzó a llegar la fama, con temas como Have Pity on the Boy y Missy, Missy (1966). Sin embargo la presión a la que estaban sometidos causa que Paul salga del dúo; el estrés al que está sometido es muy grande y sus ataques de ansiedad y nerviosismo lo llevaron a convertirse en el compositor de su hermano. Su más grande éxito, fue "Eloise" que llegó al número 1 en el Reino Unido a finales de 1968. Esta canción tuvo una gran aceptación en México y Latinoamérica en dos versiones: la original que era en idioma inglés y la versión en español, interpretada por el grupo mexicano de "Johnny Dínamo y los Leos" la cual fue muy popular en 1969.
Gozó de gran aceptación en Alemania, grabó varios temas en alemán y probablemente fue el país donde tuvo mayor éxito, más que en el Reino Unido incluso. 
A mediados de los 70 se retiró de la música; el grupo The Damned interpretó una versión de Eloise, el tema más famoso de Barry. El cantante pop español Tino Casal haría lo propio en 1987 (Álbum, Lágrimas de cocodrilo), reportándole igualmente un gran éxito.
En 1990 se lanzó un disco con los grandes éxitos de Barry compuestos por su hermano Paul, que falleció en 1992 a causa de cáncer.
Participó en una gira por el Reino Unido en 2003 y fue ésta su última actuación, ya que desde entonces se retiró por completo del negocio musical.
Falleció el 28 de septiembre de 2021 por complicaciones pulmonares severas.